# Chœur du Tabernacle mormon

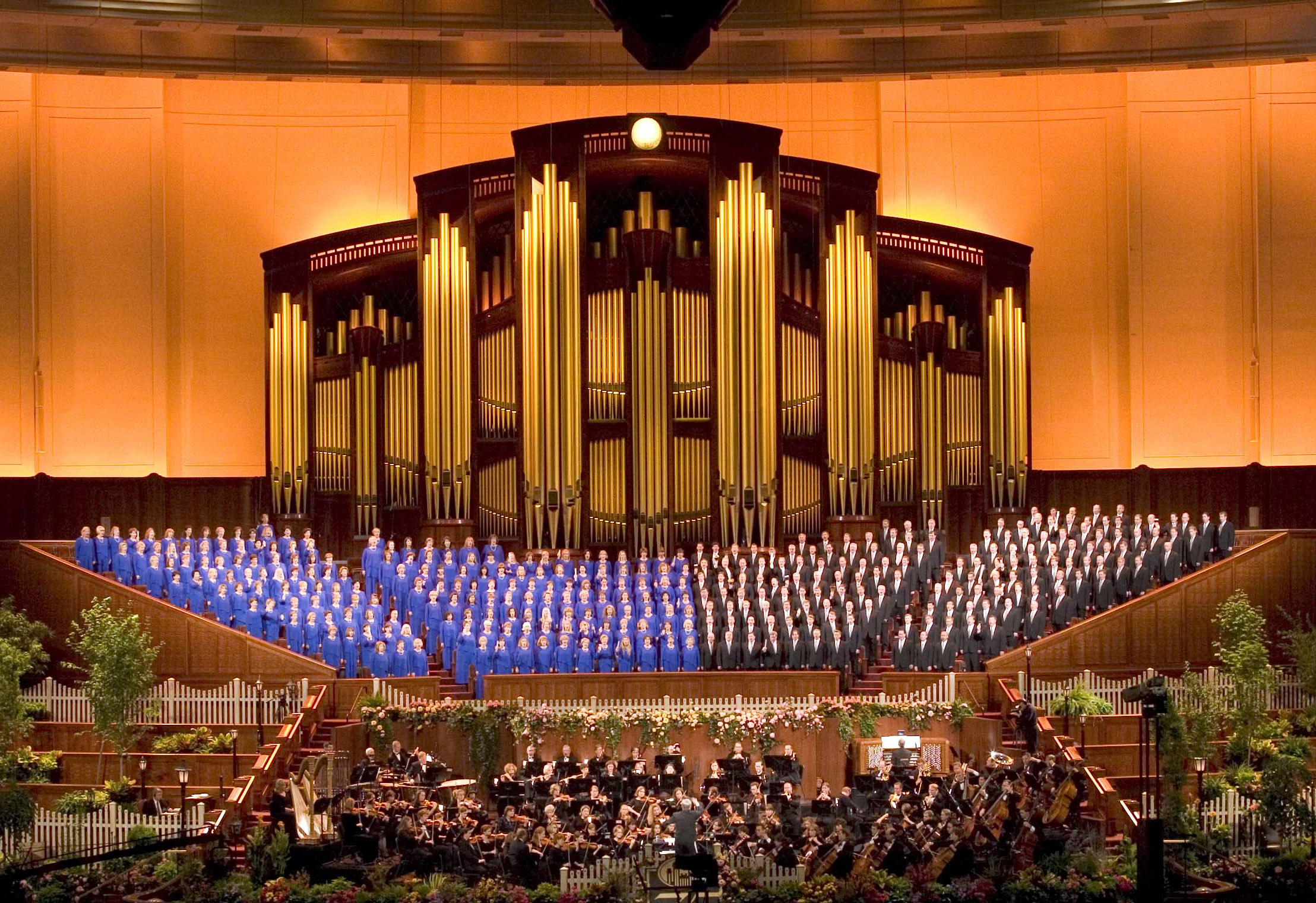
Le chœur au centre de conférence.

Le Chœur du Tabernacle à Temple Square, anciennement connu sous le nom du Chœur du Tabernacle mormon, est une institution chorale fondée en 1847. Il est composé de 360 choristes et est habituellement accompagné par l'orgue du Tabernacle, de 11 623 tuyaux, et l'Orchestre de Temple Square, de 110 musiciens. Tous les membres du Chœur du Tabernacle sont membres de l’Église de Jésus-Christ des saints des derniers jours, une confession chrétienne mondiale.
Le chœur participe à des émissions télévisées, des enregistrements, à plusieurs films et à des tournées nationales et internationales. Un programme hebdomadaire télévisé en direct d'une demi-heure a lieu dans le Tabernacle de Salt Lake City.

## Histoire du chœur
Le  Chœur du Tabernacle à Temple Square est né à Temple Square, Salt Lake City (Utah). Il a donné sa première représentation à la Conférence Générale de l'Église du 22 août 1847, soit 29 jours après l'entrée des pionniers mormons dans la vallée du Grand Lac Salé.
Sa première tournée a eu lieu en 1893, à la Columbian Exposition à Chicago. Le chœur a chanté en 1911, pour William Howard Taft, président des États-Unis. L’émission radiophonique du chœur, Music and the Spoken Word , commencée le 15 juillet 1929, est diffusée sans interruption depuis, ce qui rend cette émission la plus ancienne dans l'histoire de la radio.
En 1955, le chœur a effectué tournée européenne. En 1962, il a participé à la première diffusion intercontinentale par satellite à partir du mont Rushmore, dans le Dakota du Sud, au pied de l'effigie des quatre présidents américains sculptés dans le granit. Il s'est produit à Washington lors de l'investiture des présidents Lyndon Johnson (1965), Richard Nixon (1969), Ronald Reagan (1981) et George Bush père (1989).
Ses tournées de concerts l’ont amené à se produire au théâtre Bolchoï en Russie et au Royal Albert Hall de Londres, ainsi qu'avec le Jerusalem Symphony en Israël.
En 1984, le chœur est apparu lors de la diffusion mondiale par satellite de la cérémonie d'ouverture des Jeux olympiques d'été de 1984 à Los Angeles. Pendant les Jeux olympiques d'hiver de 2002 à Salt Lake City, le chœur s'est également produit, notamment avec le musicien populaire Sting.
Régulièrement, des artistes tels Andrea Bocelli ou Natalie Cole se joignent au Chœur du Tabernacle pour des concerts. Les personnages de Sesame Street se sont joints au Chœur du Tabernacle pour leur concert de Noël 2014.

## Enregistrements

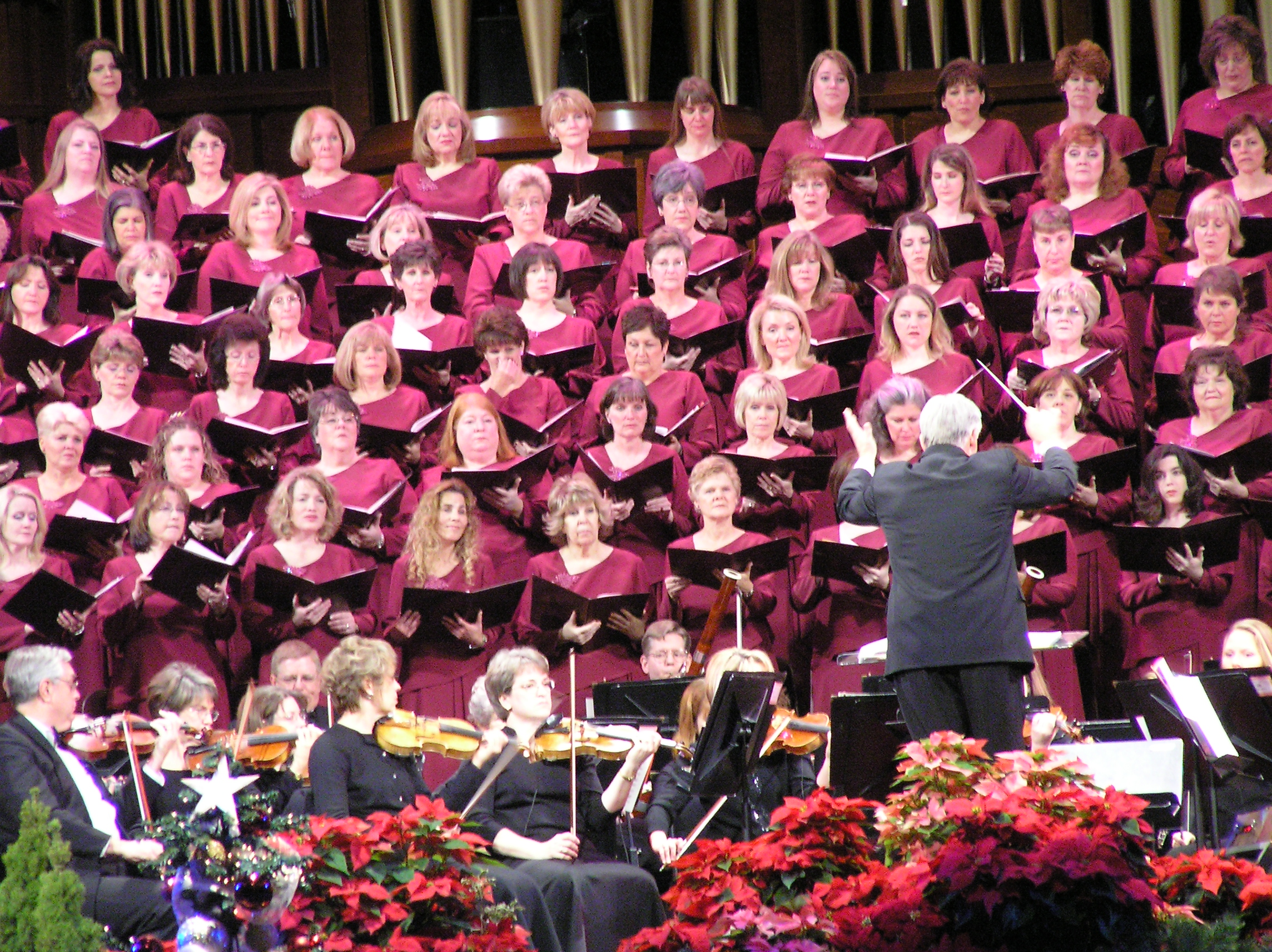
Le chœur et l'Orchestre de Temple Square le 3 décembre 2005 sous la direction de Craig Jessop

Depuis l'avènement des enregistrements microsillon haute-fidélité, le chœur a publié plus de 150 disques et CD, dont une centaine d'enregistrements originaux et le reste des compilations.
Pour de nombreux enregistrements, le chœur a été associé à l'Orchestre de Philadelphie et placé sous la baguette d'Eugene Ormandy. L'un de ces enregistrements a remporté une récompense «Grammy» de la Recording Industry Arts Association.
Le chœur a également enregistré avec l'Orchestre philharmonique de New York, sous la direction de Leonard Bernstein, ainsi que sous la direction de Michael Tilson Thomas et avec des solistes comme Kiri Te Kanawa, Robert Merrill, Frederica von Stade, Shirley Verrett, Sherrill Milnes et Marilyn Horne.
Cinq des enregistrements du chœur ont remporté un disque d'or et deux un disque de platine.
On trouve ses enregistrements chez Sony, London Decca, Bonneville Classics et d'autres maisons. Depuis 2003, le chœur a sa propre maison d'édition. Ses principaux diffuseurs sont allmusic.com, amazon.com, cheap-cds.com, covenant-lds.com, deseretbook.com, discord.co.uk, gemm.com, musicforasong.com, secondspin.com, spun.com et telarc.com.

## Sources
- Harold B. Lee, Le Chœur du Tabernacle mormon, l'une des plus grandes institutions musicales du monde, Salt Lake City, 1973
- Salt Lake Mormon Tabernacle Choir, 1991 International Tour : Programme
- Le Chœur du Tabernacle mormon de Salt Lake City, tournée européenne 1998 : Programme
- Le Liahona, décembre 2003, Nouvelles de l'Église, p. 11
- Le Liahona, janvier 2005, Nouvelles de l'Église, p. 6-8
- Le Liahona, septembre 2006, Nouvelles de l'Église, p. 1
- Le Liahona, avril 2007, Nouvelles de l'Église, p. 2